# Gare de Villefranche-du-Périgord
Gare de Villefranche-du-Périgord vasútállomás Franciaországban, Villefranche-du-Périgord településen.

## Vasútvonalak
Az állomást az alábbi vasútvonalak érintik:
- Niversac-Agen-vasútvonal

## Kapcsolódó állomások
A vasútállomáshoz az alábbi állomások vannak a legközelebb:
- Gare de Belvès
- Gare de Sauveterre-la-Lémance